# Rotwand (Rosengartengruppe)
Die Rotwand (italienisch Roda di Vaèl) ist ein 2806 m s.l.m. hoher Berg in der Rosengartengruppe in den Dolomiten. Besonders durch ihre steile Südwestwand gilt die Rotwand als bedeutender Kletterberg.

## Lage und Umgebung
Die Rotwand ist die höchste Erhebung im südlichen Rosengartenkamm, der hier die Grenze zwischen Südtirol (Eggental) im Westen und dem Trentino (Fassatal) im Osten bildet. Nach Südwesten hin fällt die Rotwand mit einer steilen 400 Meter hohen Felswand ab. Diese hat dem Berg durch die gelb-rötliche Färbung des die Rotwand aufbauenden Schlerndolomits zu seinem Namen verholfen. Die Ostwand erreicht etwa dieselbe Höhe, ist jedoch etwas flacher. Nach Norden erstreckt sich ein felsiger Grat zum 2560 m hohen Vajolonpass (Passo di Vajolon). Nach Süden führt ein breiter Rücken hinab zu einer Scharte, die die Rotwand von der 2727 m hohen Teufelswand (Roda del Diavolo) und dem 2670 m hohen Fensterlturm (Torre de la Finestra) trennt.

## Stützpunkte und Wege
Die der Rotwand nächstgelegene Siedlung ist das Feriendorf Karersee etwa 3 Kilometer südwestlich. Auf der Südtiroler Seite liegen die Paolina-Hütte (2125 m) im Süden des Berges und die nordwestlich gelegene Kölner Hütte (auch Rosengartenhütte, oder Rifugio Fronza alle Coronelle, 2337 m). Diese beiden Schutzhütten  sind durch Sessellifte des Skigebiets Carezza – Karersee erreichbar. Im Südosten sind auf der Trentiner Seite die nach der Rotwand benannte Rotwandhütte (Rifugio Roda di Vaèl, 2280 m) und die Baita M. Pederiva (2273 m) zu finden.
Der Normalweg zum Gipfel der Rotwand ist der als leichter Klettersteig versicherte Nordgrat, der vom Vajolonpass in etwa 45 Minuten zum Gipfel führt und die Schwierigkeit A/B aufweist. Die ebenfalls versicherte Südflanke weist dieselbe Schwierigkeit auf. Sie wird häufig als Schlussteil des Masaré-Klettersteiges begangen, der von Süden in die Scharte südlich der Rotspitze führt.
Durch die Ostwand führen mehrere Kletterrouten der Schwierigkeitsgrade IV–VI. Die zahlreichen Routen durch die bedeutendere Westwand weisen Schwierigkeiten zwischen IV+ und IX− auf und gehören zu den schwierigsten Kletterwegen der Rosengartengruppe.

## Geschichte
Eine Erstbesteigung der Rotwand ist nicht bekannt, da der Berg schon vor der Ära des Alpinismus von einheimischen Jägern und Hirten bestiegen wurde. Zu Beginn des 20. Jahrhunderts galt die Westwand als eines der großen ungelösten Probleme der Dolomiten. Sie konnte am 11. August 1908 von Angelo Dibona und Gefährten in fünf Stunden über die heute mit IV+ (laut Routenbewertung) bewertete Dibonaführe erstbegangen werden. Diese Route gilt bis heute als beliebter Anstieg.
Am 11. September 1958 erschlossen Dietrich Hasse und Lothar Brandler mit dem Hermann-Buhl-Gedächtnisweg (VIII/VI A2) die bis dahin schwierigste Route an der Rotwand, die als eine der schwierigsten Klettereien ihrer Zeit in den Ostalpen galt. 1959 gelang Jörg Lehne und Siegfried Löw die erste Winter-Begehung dieser schwierigen Route. 1982 gelang Heinz Mariacher die erste Rotpunktbegehung.
2002 eröffneten Christoph Hainz und Oswald Celva mit Moulin Rouge (IX−) eine weitere schwierige Route. 2006 konnten Martin und Florian Riegler die Route Zwergenkönig im IX. Schwierigkeitsgrad erstbegehen.